# Glicerol 3-fosfat
Glicerol 3-fosfat je organofosfat izveden iz reakcije koji katalizuje glicerolna kinaza (ili ATP:glicerol 3-fosfotransferaza):
ATP + glicerol <=> ADP + sn-glicerol 3-fosfat
On je komponenta glicerofosfolipida. On se ne treba mešati jedinjenjema sličnog imena glicerat 3-fosfat ili gliceraldehid 3-fosfat. -konfiguracija je aktivni enantiomer.

## Funkcija
Glicerol 3-fosfat se formira iz glicerola, triozne šećerne osnove triglicerida i glicerofosfolipida, posredstvom enzima glicerolna kinaza. Glicerol 3-fosfat se zatim može konvertovati dehidrogenacijom do dihidroksiaceton fosfata (DHAP) enzimom glicerol-3-fosfat dehidrogenaza. DHAP može da bude preuređen u gliceraldehid 3-fosfat (GA3P) posredstvom triozne fosfat izomeraze (TIM), nakon čega ulazi u proces glikolize.